# ميخائيل كرام
ميخائيل كرام هو مغن مؤلف وممثل كندي، ولد في 11 يوليو 1968 في كورنوال في كندا.

## وصلات خارجية
- ميخائيل كرام على موقع IMDb (الإنجليزية)
- ميخائيل كرام على موقع قاعدة بيانات الفيلم (الإنجليزية)